# Titáni
Titáni (Titani) är en ort i Grekland.   Den ligger i prefekturen Nomós Korinthías och regionen Peloponnesos, i den södra delen av landet, 100 km väster om huvudstaden Aten. Titáni ligger 714 meter över havet och antalet invånare är 216.
Terrängen runt Titáni är lite bergig.Runt Titáni är det ganska glesbefolkat, med 31 invånare per kvadratkilometer. Närmaste större samhälle är Kiáto, 15,2 km nordost om Titáni. 